# Паренхим
Паренхим јесте највећи део функционалне супстанце у животињском органу или структурама као што је нпр. рак. У зоологији је то назив за ткиво које испуњава унутрашњост пљоснатих црва.

## Етимологија
Термин паренхим је новолатински назив од старогрчке речи παρέγχυμα – parenhima = што значи „висцерално месо”, и од речи παρεγχεῖν – parenkhein = што значи „улити се” и  παρα- para– =„поред” + ἐν – en- = „у” + χεῖν – khein = „пресиромашно”) .
Првобитно, Еразистрат и други анатоми овај израз су користили за означавање одређених људских ткива. Касније га је Nehemiah Grew применио и на биљна ткива.

## Структура
Паренхим је функционални део органа или структуре као што је рак (тумор) у телу. Ово је у супротности са стромом, која се односи на структурно ткиво органа или структуру, као што је везивно ткиво.

### Мозак
Паренхим мозга се односи на функционално ткиво у мозгу које се састоји од два типа можданих ћелија, неурона и глијалних ћелија. Неурони испуњавају три главне функције: аферентни неурони се користе за пренос порука од чулних органа до мозга и централног нервног система (ЦНС), док еферентни неурони шаљу информације и команде из ЦНС до мишића и жлезда. Трећи тип су интернеурони, који служе за комуникацију између друга два типа. Такође је познато да паренхим мозгасадржи и протеине колагена.
Оштећење или траума можданог паренхима често доводи до губитка когнитивних способности или чак смрти. Крварење у паренхиму је познато као интрапаренхимско крварење.

### Плућа
Плућни паренхим је супстанца плућа која је укључена у размену гасова и укључује плућне алвеоле. Плућни паренхим се састоји од великог броја алвеола танких зидова, који формирају огромну површину, која служи за одржавање правилне размене гасова. Алвеоле се држе отворене транспулмоналним притиском, или преднапрезањем, које је уравнотежено силама ткива и силама алвеоларног површинског филма. Ефикасност размене гасова је стога нераскидиво повезана са три основне карактеристике плућа: паренхимском архитектуром, преднапрезањем и механичким својствима паренхима. Преднапрезање је кључна детерминанта деформабилности плућа која утиче на многе феномене укључујући локалну вентилацију, регионални проток крви, крутост ткива, контрактилност глатких мишића и стабилност алвеола. Главни пут за пренос стреса је преко екстрацелуларног матрикса. Дакле, механичка својства матрикса паренхимског ткива играју кључну улогу како у функцији плућа тако и у биологији.

### Јетра
Паренхим јетре је функционално ткиво органа које се састоји од око 80% запремине јетре у облику хепатоцита. Други главни тип ћелија јетре су непаренхимске. Непаренхимске ћелије чине 40% укупног броја ћелија јетре, али само 6,5% њене запремине.

### Бубрези
Бубрежни паренхим је подељен на две главне структуре: спољашњу бубрежну кору и унутрашњу бубрежну медулу. Углавном, ове структуре попримају облик од 7 до 18  режња бубрега у облику конуса, од којих сваки садржи кортекс бубрега који окружује део медуле који се назива бубрежна пирамида.

### Рак
Паренхим рака или солидног тумора, један је од два различита одељка у солидном тумору. Паренхим рака се састоји од неопластичних ћелија. Други одељак је строма настала од неопластичних ћелија, које су потребне као хранљива подршка и за уклањање отпада. Код многих типова рака (тумора), кластери паренхимских ћелија су одвојени базалном ламином која понекад може бити непотпуна.

## Пљоснате глисте
Паренхим пљоснатих глиста (лат. acoelomata), јесте ткиво састављено од ћелија и међућелијских простора које испуњава унутрашњост тела пљоснате глисте, који је аколомат. Ово је спужвасто ткиво познато и као мезенхимско ткиво, у коме је неколико типова ћелија смештено у њиховим екстрацелуларним матриксима. Паренхимске ћелије укључују миоците и многе врсте специјализованих ћелија. Ћелије су често причвршћене једна за другу, а такође и за њихове оближње епителне ћелије, углавном преко размака и хемидесмозома. Постоји много варијација у типовима ћелија у паренхима према врсти и анатомским регионима. Његове могуће функције могу укључивати подршку скелета, складиштење хранљивих материја, кретање и многе друге.